# Waking Up (Album)
Waking Up ist das zweite Studioalbum der US-amerikanischen Band OneRepublic, das im November 2009 veröffentlicht wurde.
Das Album ist in zwei Versionen erhältlich. Die Standardversion beinhaltet elf Lieder, unter anderem die Singleauskopplungen Secrets, All the Right Moves, Marchin’ On und das Titellied Waking Up, das bisher längste Lied der Gruppe mit 6:10 Minuten. Die Deluxe-Version enthält sechs zusätzliche Stücke, die während oder zwischen den Aufnahmen der Alben Dreaming Out Loud und Waking Up entstanden sind.
Als Singles wurden All the Right Moves  am 29. September 2009, Secrets am 30. Oktober 2009 und Marchin’ On am 18. Juni 2010 ausgekoppelt.

## Hintergrund
Nach dem Erfolg ihres Debütalbums Dreaming Out Loud begannen OneRepublic 2008 an ihrem zweiten Album zu arbeiten. Der Leadsänger Ryan Tedder kündigte am 21. Juli 2009 an, dass das zweite Album der Band in fünf Wochen, also am 15. August 2009, fertiggestellt sein würde. Am 6. September 2009 veröffentlichte die Gruppe eine Version ihrer ersten Single des zweiten Albums All the Right Moves in niedriger Qualität, während eine Version in höherer Qualität auf ihrer MySpace-Seite zu finden ist. Am 8. September 2009 veröffentlichte die Gruppe Ausschnitte aus vier ihrer Lieder vom neuen Album auf ihrer MySpace-Seite. Elf Lieder wurden als Bestandteil der Liederliste angekündigt, was offiziell am 3. November 2009 auf der deutschen Amazon-Seite bestätigt wurde.

## Cover
Das Cover zeigt ein Tintenklecksbild vor weißem Hintergrund, das einen Berg darstellen soll. Die verwendeten Farben sind magenta, schwarz, gelb, cyan und blau. Bei der Deluxe-Version des Albums ist ebenfalls der Tintenklecks-Berg zu sehen, im Hintergrund sind jedoch zusätzlich noch die Bandmitglieder zu sehen.

## Titelliste

### Standardversion
1. Made for You 4:20
2. All the Right Moves  3:58
3. Secrets 3:45
4. Everybody Loves Me 3:34
5. Missing Persons 1&2 5:00
6. Good Life 4:13
7. All This Time 4:03
8. Fear 3:47
9. Waking Up 6:10
10. Marchin’ On 4:13
11. Lullaby 4:38

### Bonustitel der Deluxe-Version
1. Sleep 5:55
2. Shout 4:24
3. Passenger 4:00
4. It’s a Shame 4:49
5. Trap Door 3:52
6. Sucker Punch 4:25

## Kommerzieller Erfolg

### Chartplatzierungen
| ChartsChartplatzierungen       | Höchstplatzierung | Wochen |
| ------------------------------ | ----------------- | ------ |
| Deutschland (GfK)              | 19 (51 Wo.)       | 51     |
| Österreich (Ö3)                | 28 (37 Wo.)       | 37     |
| Schweiz (IFPI)                 | 14 (36 Wo.)       | 36     |
| Vereinigte Staaten (Billboard) | 21 (80 Wo.)       | 80     |
| Vereinigtes Königreich (OCC)   | 29 (2 Wo.)        | 2      |

| ChartsJahrescharts (2010) | Platzierung |
| ------------------------- | ----------- |
| Deutschland (GfK)         | 90          |
| Schweiz (IFPI)            | 75          |

### Auszeichnungen für Musikverkäufe
| Land/Region                  | Auszeichnungen für Musikverkäufe (Land/Region, Auszeichnung, Verkäufe) | Verkäufe |
| ---------------------------- | ---------------------------------------------------------------------- | -------- |
| Dänemark (IFPI)              | Gold                                                                   | 10.000   |
| Deutschland (BVMI)           | Platin                                                                 | 200.000  |
| Neuseeland (RMNZ)            | Platin                                                                 | 15.000   |
| Österreich (IFPI)            | Platin                                                                 | 20.000   |
| Singapur (RIAS)              | Gold                                                                   | 5.000    |
| Vereinigte Staaten (RIAA)    | Gold                                                                   | 622.000  |
| Vereinigtes Königreich (BPI) | Silber                                                                 | 60.000   |
| Insgesamt                    | 1× Silber · 3× Gold · 3× Platin ·                                      | 972.000  |

Hauptartikel: OneRepublic/Auszeichnungen für Musikverkäufe